# 江馬時盛
江馬 時盛（えま ときもり）は、戦国時代から安土桃山時代にかけての武将。飛騨国の国人。

## 出自
江間氏は飛騨の国人で、姉小路氏と飛騨の覇権をめぐってたびたび争ったという。戦国時代には越後国の上杉謙信・甲斐国の武田信玄との間で信濃国北部の川中島四郡をめぐる川中島の戦いが繰り広げられ、飛騨の国衆もこの影響を受け上杉・武田両氏の間で離合集散を繰り返した。

## 略歴
『飛騨軍乱記』などによれば、時盛は永禄7年（1564年）に三木嗣頼・自綱や江馬輝盛と対立し、実弟・麻生野直盛と共に武田氏の助力を得て対抗したという。江間輝盛は時盛の実子とする説と、これを否定する説がある。『甲陽軍鑑』によれば、武田氏は同年6月に家臣の山県昌景・甘利昌忠（信忠）を飛騨へ派遣しており、これにより江間輝盛・三木氏は劣勢となるが、武田信玄は上杉謙信が川中島へ出陣すると、飛騨出兵を取りやめたという。その後、江間輝盛も武田氏への従属を強めた。(川中島の戦い 第五次合戦 飛騨国内紛に武田・上杉が介入 参照)
元亀4年/天正元年（1573年）4月には武田信玄が死去し、江間輝盛はこれを察知して上杉氏に内通すると、江間時盛を殺害して江間氏の主導権を握ったと考えられている。『江馬家譜考』によれば、その日時は天正元年7月16日であるとされ、『円城寺家譜略考』『飛州志備考』では天正元年8月15日としている。